# Frederick Wilfrid Lancaster
Frederick Wilfrid Lancaster (4. září 1933 – 25. srpna 2013) byl britsko-americký informační vědec zabývající se především získáváním informací a indexováním. V roce 1959 přesídlil do Spojených států amerických a v letech 1965–1968 pracoval jako informační specialista pro National Library of Medicine v Bethesdě. V letech  letech 1972–1992 byl profesorem na Univerzitě Illinois v Urbana Champaign, v letech 1992–2013 emeritním profesorem tamtéž.

## Kariéra
Narodil se ve Stanley (hrabství Durham, Spojené království). V roce 1955 promoval na Northumbrijské univerzitě v Newcastlu. Profesní kariéru zahájil jako knihovník v Newcastle-upon-Tyne Public Libraries a ve společnosti Tube Investments. V roce 1959 emigroval do amerického Akronu, kde působil jako knihovník vědu a techniku v Akron Public Library. 
Po krátkém návratu do Velké Británie se Lancaster v roce 1964 opět vrátil do Spojených států. V Národní lékařské knihovně v Marylandu se významně podílel na vývoji projektu MEDLARS (Medical Literature Analysis a Retrieval System), bibliografickém systému pro vyhledávání odborných článků ve vědeckých časopisech v oblasti zdravotnictví.
V roce  1970 byl jmenován docentem na Graduate School of Library and Information Science na Univerzitě Illinois v Urbana Champaign. V roce 1972 byl tamtéž povýšen na profesora a až do roku 1992 se věnoval především výzkumu a výuce. V roce 1992 se stal emeritním profesorem Illinoiské univerzity v Urbana-Champaign.

## Publikace

### Monografie
- 2001 - Intelligent technologies in library and information service applications – s Amy J. Warnerovou
- 2001 - Procesamiento de la información científica – s María Pinto
- 1999 - Build your own database – s Péterem Jacsó
- 1995 - Out in the cold : academic boycotts and the isolation of South Africa – s Lorrainem J. Haricombem
- 1997 - Technology and management in library and information services – s Beth Sandore
- 1993 - Information retrieval today – s Amy J. Warnerovou
- 1991 - Indexing and abstracting in theory and practice
- 1988 - If you want to evaluate your library...
- 1983 - Compatibility issues affecting information systems and services – s Lindou C. Smithovou
- 1983 - Guidelines for the evaluation of training courses, workshops, and seminars
- 1982 - Libraries and librarians in an age of electronics
- 1981 - Investigative methods in library and information science : an introduction – s Johnen Martynem
- 1978 - Toward paperless information systems
- 1977 - Measurement and evaluation of library services – s M. J. Joncich
- 1975 - Guidelines for the evaluation of training courses, workshops, and seminars in scientific and technical information and documentation
- 1973 - Information retrieval: on-line – s Emily Gallup Faynovou
- 1972 - Evaluation of on-line searching in MEDLARS (AIM-TWX) by biomedical practitioners
- 1972 - Vocabulary control for information retrieval
- 1968 - Evaluation of the MEDLARS demand search service
- 1968 - Information retrieval systems; characteristics, testing, and evaluation

### Editorská práce
- 1993 - Libraries and the future : essays on the library in the twenty-first century
- 1992 - Artificial intelligence and expert systems : will they change the library? – s Lindou C. Smithovou
- 1991 - Ethics and the librarian
- 1991 - Measurement and evaluation of library services
- 1987 - What is user friendly? – sborník z 23. konference Clinic on Library Applications of Data Processing, 1986
- 1983 - Library automation as a source of management informatik – sborník z 19. konference Clinic on Library Applications of Data Processing, 1982
- 1977 - Evaluation and scientific management of libraries and information centres : [proceedings of the NATO Advanced Study Institute on the Evaluation and Scientific Management of Libraries and Information Centres, Bristol, U.K., August 17-29, 1975] – s C. W. Cleverdonem.

### Články
- 2003 - Do indexing and abstracting have a future? Anales de Documentacion, 6, 137-144.
- 1999 - Second thoughts on the paperless society. Library Journal, 124(15), 48-50.
- 1995 - Needs, demands and motivations in the use of sources of information. Journal of Information, Communication & Library Science, 1(3), 3-18.
- 1995 - The evolution of electronic publishing, Library Trends, 43(4), 518-527.
- 1995 - Attitudes in academia toward feasibility and desirability of networked scholarly publishing. Library Trends, 43(4), 741-752.
- 1992 - Threat or opportunity? The future of library services in the light of technological innovations. Revista Espanola de Documentacion Cientifica, 15(3), 266-279.
- 1990 - Evaluation as a management tool. Public Libraries, 29(5), 289-294.
- 1988 - Obsolescence, weeding and the utilization of space. Wilson Library Bulletin 62(9), 47-49.
- 1985 - Educating the agricultural information specialist. Revista AIBDA, 6(2), 101-124.
- 1985 - The evaluation of information services. Open, 17(10), 428-434.
- 1985 - The paperless society revisited. American Libraries, 16(8), 553-555.
- 1985 - Computers and libraries: The response of library education. Illinois Libraries, 67(5), 469-472.
- 1984 - Some publication patterns in Indian and Japanese science: A bibliometric comparison. International Forum on Information and Documentation, 9(4), 11-16.
- 1984 - Implications for library and information science education. Library Trends, 32(3), 337-348.
- 1984 - The electronic librarian. National Central Library Newsletter (Republic of China) 15, 83-85.
- 1983 - Electronic publishing: Its impact on the distribution of information. National Forum, 63, 3-5.
- 1983 - Future librarianship: Preparing for an unconventional career. Wilson Library Bulletin, 57(9), 747-753.
- 1983 - Libraries and the information age. T'u Shu Kuan Hseuh Ch'ing Pao Hsueh, 1, 1-10.
- 1982 - The evolving paperless society and its implications for libraries. International Forum on Information and Documentation, 7 (4), 3-10.
- 1981 - Optimizing the sequence of user/librarian interaction in the literature searching situation. The Reference Librarian, 1/2, 117-121.
- 1982 - Evaluating collections by their use. Collection Management 4(1/2), 15-43.
- 1981 - The electronic publication. Show-Me Libraries, 33(1/2), 58-62.
- 1981 - Some considerations relating to the cost-effectiveness of online services in libraries. Aslib Proceedings, 33(1), 10-14.
- 1980 - The research library of 2001. Oklahoma Librarian, 30(October), 42-46.
- 1979 - Science, scholarship and the communication of knowledge. Library Trends 27(3), 367-388. – s Lindou C. Smithovou
- 1979 - Mission possible--a future information system. Canadian Library Journal, 36(6), 339-342.
- 1977 - The dissemination of scientific and technical information. Proceedings of the 1976 Conference of NordData (NordData, June 2-4, 1976, Helsinki).
- 1974 - The information services librarian. Australian Special Libraries News, 7(6), 139-149.
- 1972 - Evaluating the effectiveness of an on-line, natural language retrieval system. Information Storage and Retrieval, 8(5), 22345.
- 1972 - Critical evaluation of a computer-based medical literature search and retrieval system. Post Graduate Medicine, 51(5), 47-50.
- 1971 - Are we ready for on-line information retrieval? Proceedings of the Association for Computing Machinery, 565-68.
- 1971 - The evaluation of published indexes and abstract journals. Bulletin of the Medical Library Association, 59(3), 479-94.
- 1971 - Aftermath of an evaluation. Journal of Documentation, 27(1), 1-10.
- 1971 - The cost-effectiveness analysis of information retrieval and dissemination systems. Journal of the American Society for Information Science, 22(1), 12-27.
- 1970 - User education: The next major thrust in information science? Journal of Education for Librarianship, 11 (1), 55-63.
- 1969 - MEDLARS: Report on the evaluation of its operating efficiency. American Documentation, 20(2), 119-42.
- 1969 - Costs, performance and benefits of information systems. Proceedings of the American Society for Information Science, 6, 501505.
- 1969 - MEDLARS: A multipurpose information system. INSPEL, 4(1), 22-27.
- 1968 - Interaction between requesters and a large mechanized retrieval system. Information Storage and Retrieval, 4, 239-252.
- 1966 - Evaluating the small information retrieval system. Journal of Chemical Documentation, 6(3), 158-60.
- 1965 - A case study in the application of Cranfield system evaluation techniques. Journal of Chemical Documentation, 5(2), 92-96.
- 1965 - Engineering documentation: Indexing vs. classification. Machine Design, 105-107.
- 1964 - Uncovering some facts of life in information retrieval. Special Libraries, 55(2), 86-91.
- 1964 - Testing indexes and index language devices: The ASLIB Cranfield Project. American Documentation, 15(1), 4-13.
- 1963 - Towards automatic information systems. New Scientist, 20(367), 535-38.

### Další publikace
- 1990 - Report on the last copy center study – společně s Terrym L. Weechem a Brycem Allenem
- 1985 - Thesaurus construction and use : a condensed course – na zakázku pro UNESCO
- 1978 - Guidelines for the evaluation of information systems and services – na zakázku pro UNESCO